# Admiralty
Admiralty – stacja naziemna Mass Rapid Transit (MRT) na North South Line w Singapurze. Stacja znajduje się we wschodniej części Woodlands.